# Changan CS35
Changan CS35 — компактный кроссовер китайской компании Changan.

## История
Первый кроссовер компании Changan CS35 был анонсирован в 2011 году на Франкфуртском автосалоне 2011 года как концепт-кар Changan SUV. Затем автомобиль был официально представлен на Пекинском автосалоне в апреле 2012 года. Выпуск начался через полгода после этого события.
В 2018 году параллельно с основной моделью начат выпуск версии с масштабным рестайлингом под названием Changan CS35 Plus. Выпуск Changan CS35 прекращён в 2022 году, выпуск Changan CS35 Plus продолжается.

### На рынке России
В России автомобиль появился в начале 2014 года), причём это был первый автомобиль компании на российском рынке. В 2017—2019 годах крупноузловая сборка модели для России была налажена на предприятии «Моторинвест» в Липецкой области, где было собрано около четырёх тысяч машин. В России автомобиль пользуется определённым успехом (3 место среди продаж китайских автомобилей в Москве и Московской области). Всего было продано чуть больше пяти тысяч машин. 
С весны 2023 года модель Changan CS35 Plus предлагается в России, хотя ОТТС на модель было получено ещё в 2019 году.

## Галерея

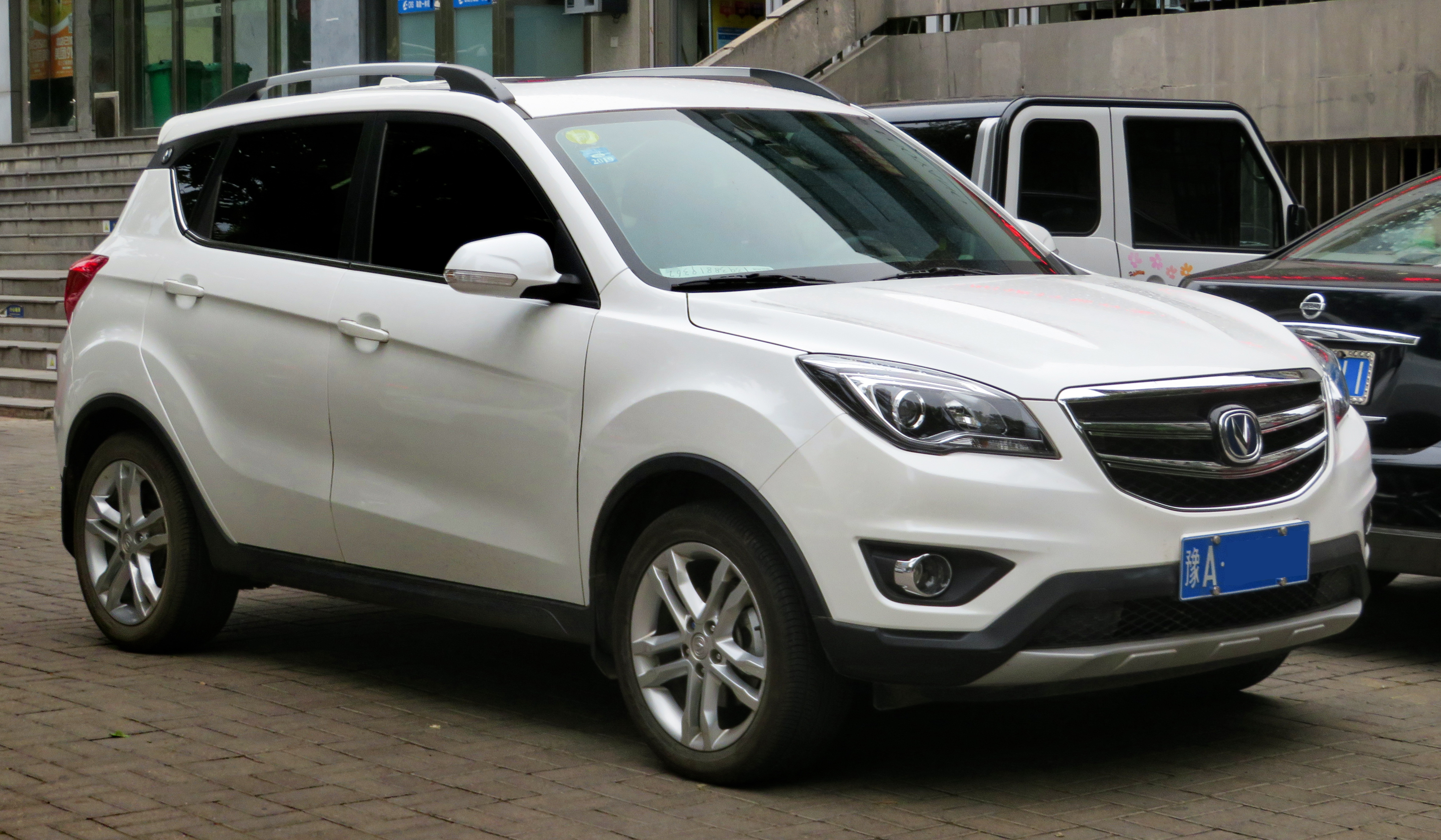
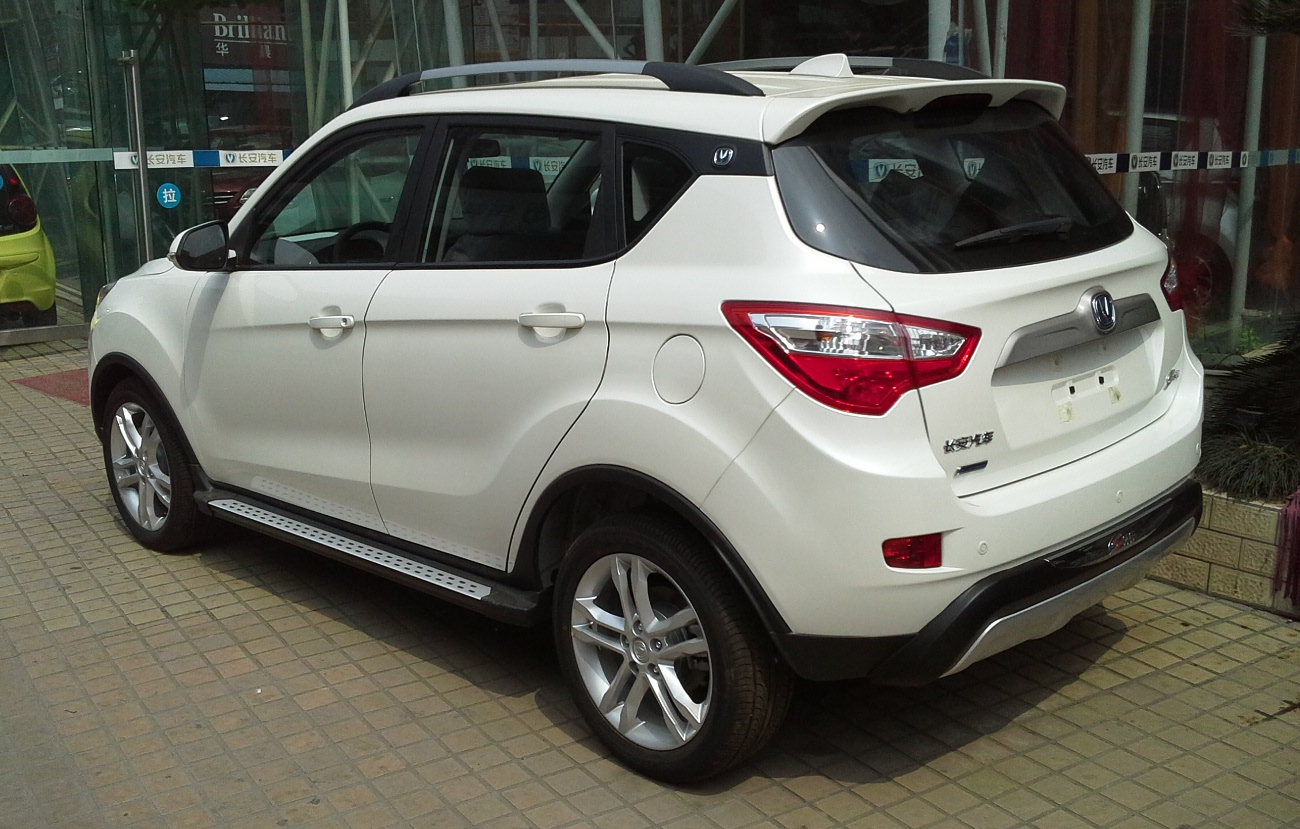

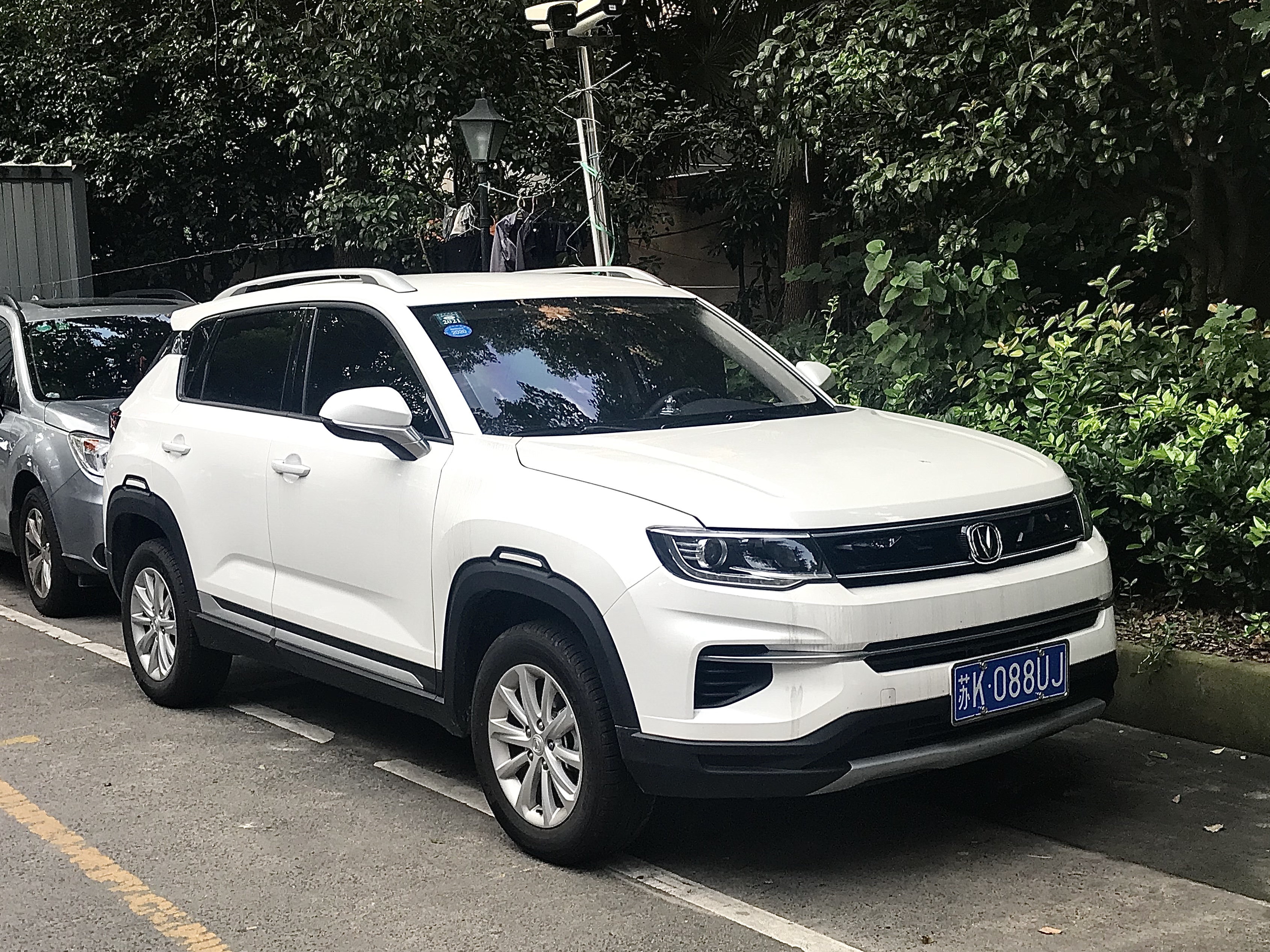
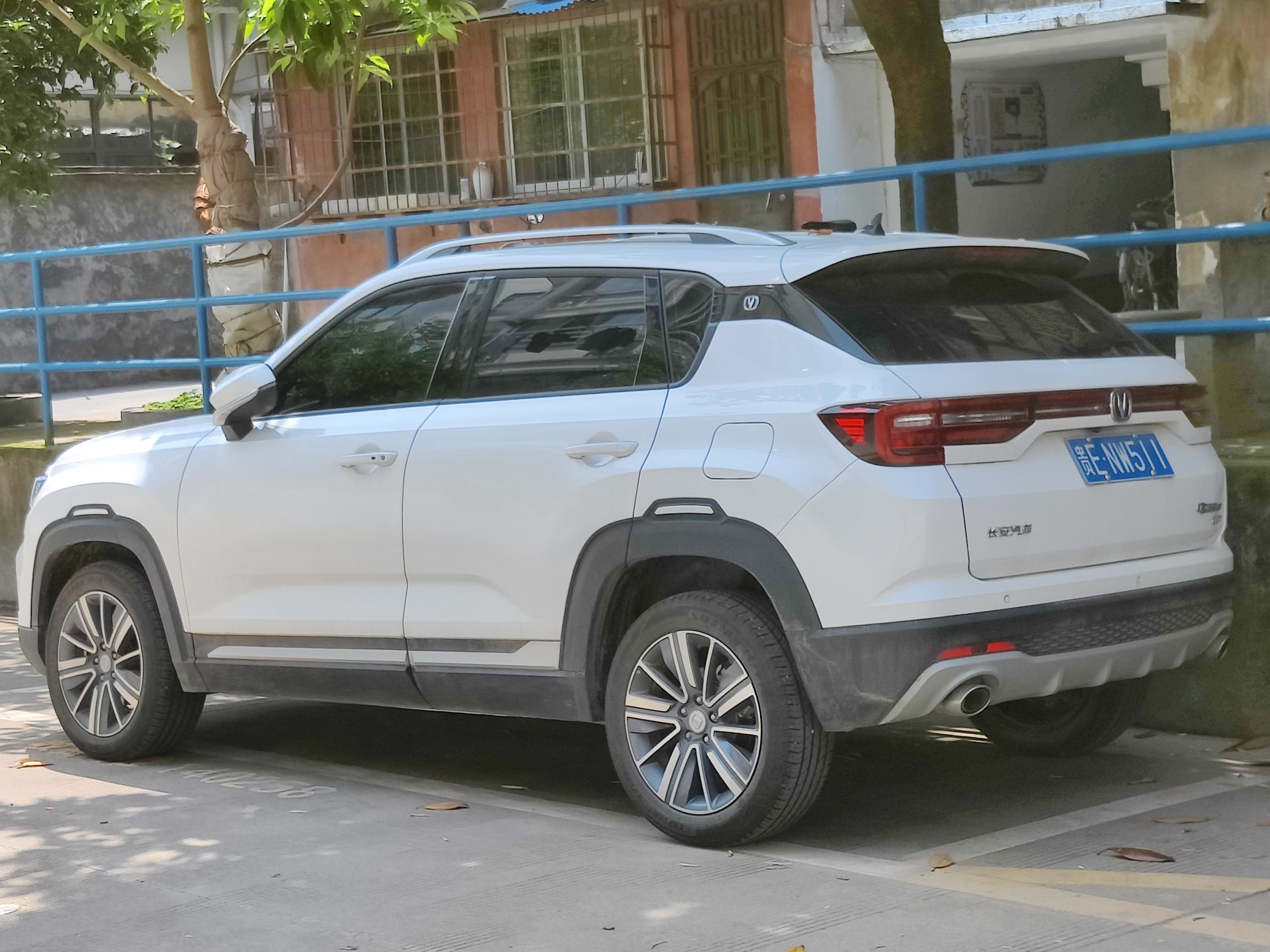

Changan CS35, 2012—2022
Changan CS35 Plus, 2018 — н.в.

## Характеристики
Автомобиль построен на платформе другого автомобиля компании — Changan Eado. Изначально для автомобиля был доступен лишь 1 двигатель — 1,6-литровый бензиновый мотор, однако в 2014 году стал доступен 1,5-литровый турбобензиновый агрегат (не доступен с АКПП) Коробки передач 2 — 5-ступенчатая механическая и 4-ступенчатая автоматическая от фирмы Aisin.
- Шины — 205/60/R16, 215/50/R17
- Передняя подвеска — независимая, McPherson
- Задняя подвеска — полунезависимая, торсионная
- Рулевое управление — электроусилитель руля
- Тормоза — дисковые (передние — вентилируемые)

Автомобиль имеет 4 комплектации: Standart, Comfort, Luxe и Luxe AT. В самой простой автомобиль имеет ABS, EBD, системой помощи при экстренном торможении, электростеклоподъёмники и т. д.. CS35 в высшей комплектации оснащается кожаными сидениями, центральной консолью с монитором, 6 динамиками, круиз-контролем, люком в с электроприводом крыше.

## Безопасность
Китайский центр автомобильных технологий и исследований испытал автомобиль в 2013 году:
| Категория                            | Рейтинг  |
| ------------------------------------ | -------- |
| Общий рейтинг                        | 4 звезды |
| Фронтальный удар с перекрытием 100 % | 75 %     |
| Фронтальный удар с перекрытием 40 %  | 75 %     |
| Боковой удар                         | 100 %    |
| Удар сзади                           | 31 %     |

## Oshan (Oushang/Oushan) COS5°
COS5° (Kesai 5), запущенный в производство в 2019 году, являлся ребеджингом Changan CS35, продававшимся под суббрендом Oshan (Oushang/Oushan). В 2020 году он прошёл фейслифтинг, а цены стали варьироваться от 53900 до 65900 юаней (7766—9496 долларов США). Изменения коснулись лишь передней части. COS5° приводился в движение 1,6-литровым двигателем мощностью 94 кВт и крутящим моментом 161 Н⋅м. Двигатели сочетались в паре с пятиступенчатой механической трансмиссией и вариатором.

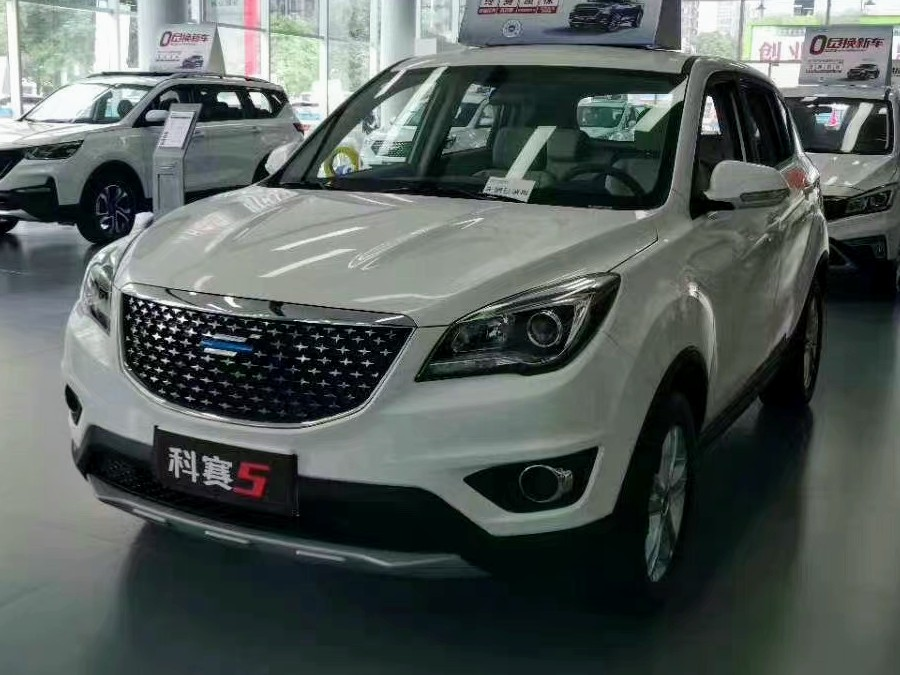
Вид спереди
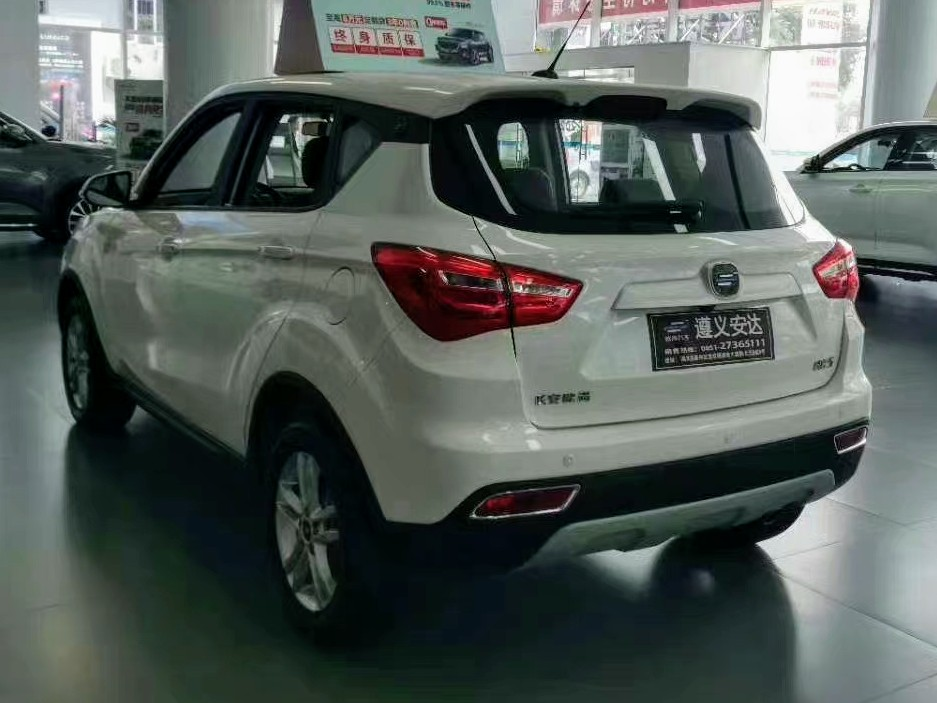
Вид сзади
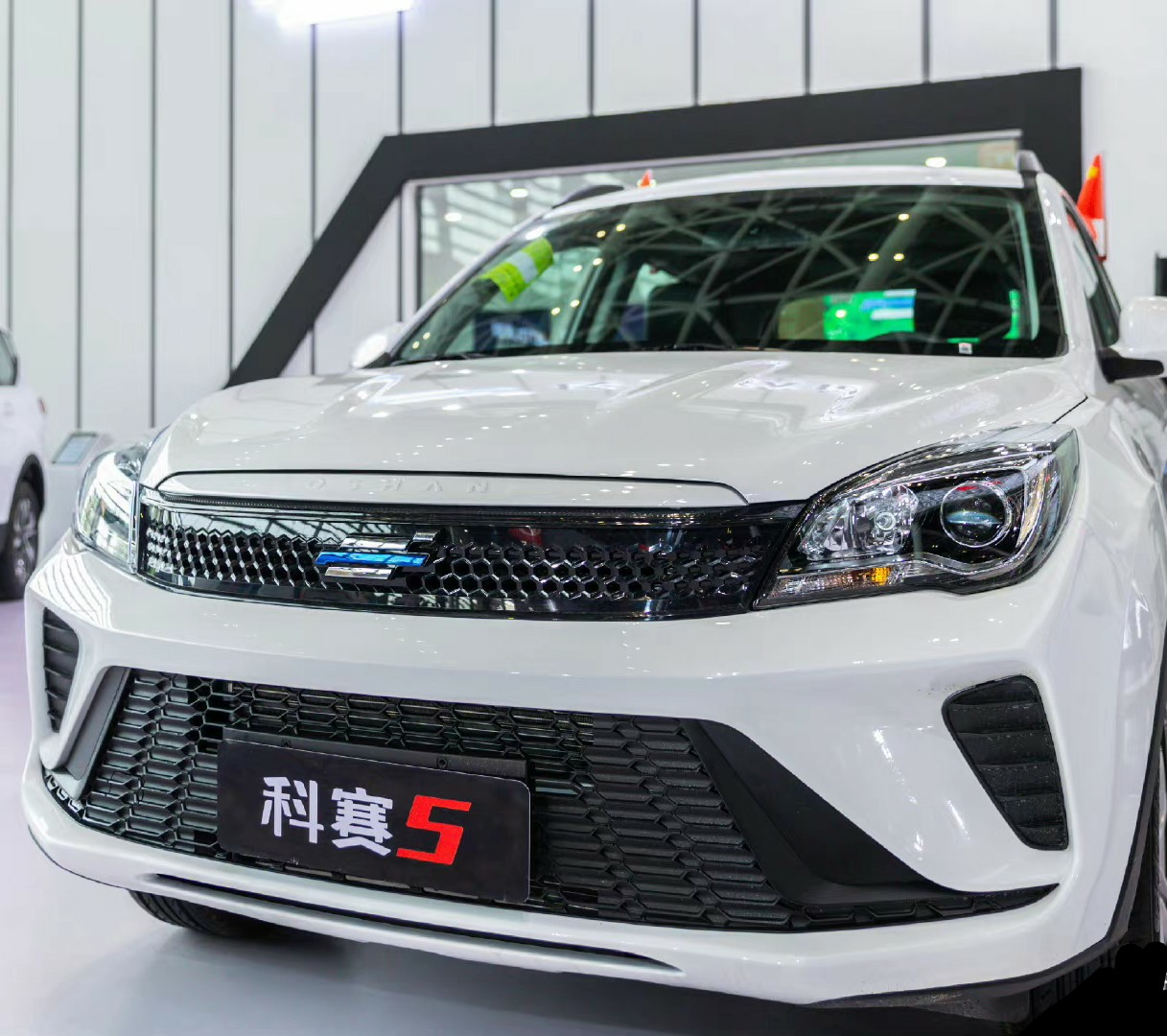
Фейслифтинг